# Lauri Porra
Pour les articles homonymes, voir Porra (homonymie).

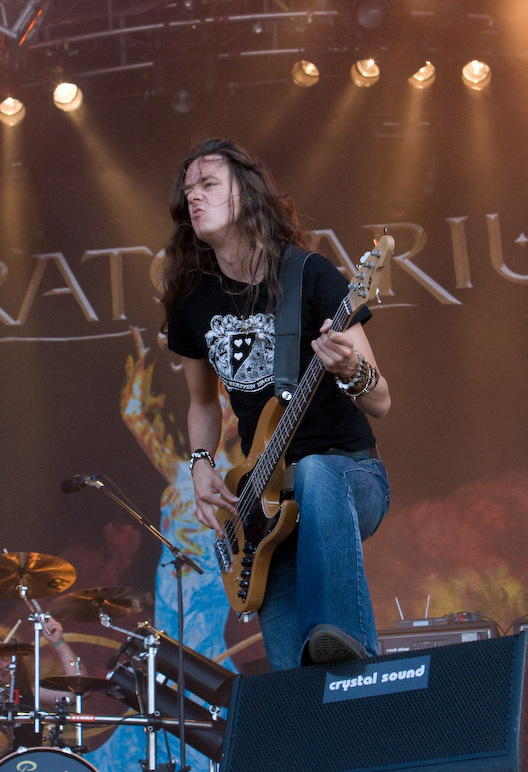
Lauri Porra en 2007.

Lauri Porra (né le 12 décembre 1977) est un musicien finlandais, arrière-petit-fils du compositeur finlandais Jean Sibelius, jouant principalement de la guitare basse. Il est le bassiste du groupe de power metal Stratovarius. En octobre 2005, il a lancé son premier album, Lauri Porra. Il a travaillé pour plusieurs autres groupes, incluant Sinergy, Warmen, Kotipelto, Tunnelvision, Crazy World, Raskasta Joulua et Ben Granfelt Band.